# Бурмайстер, Рихард
Рихард Бурмайстер (нем. Richard Burmeister; 7 декабря 1860, Гамбург — 19 февраля 1944, Берлин) — немецкий пианист, композитор и музыкальный педагог.

## Биография
Учился в Гамбурге у Адольфа Меркенса, затем в 1881—1884 гг. у Франца Листа. В 1884—1885 гг. предпринял большое концертное турне по нескольким европейским странам, а затем отбыл в США, где в 1885—1897 гг. был профессором Консерватории Пибоди, а в 1897—1903 гг. возглавлял нью-йоркское отделение Консерватории Шарвенки. В 1903 г. вернулся в Европу, преподавал в Дрезденской Высшей школе музыки, а в 1906—1925 гг. в Консерватории Клиндворта-Шарвенки. В числе его учеников — Мэри Хау.
В 1925 г. вышел на пенсию и поселился в Мерано, в 1933 г. вернулся в Берлин.

## Творчество
Бурмайстеру принадлежит фортепианный концерт ре минор (1880), симфоническая поэма «Охота за счастьем» (нем. Die Jagd nach dem Glück), Концерт-романс для скрипки с оркестром, фортепианные пьесы и др., а также обработки сочинений Листа, Шопена, Иоганна Себастьяна Баха.